# Paul Peyron
Pour les articles homonymes, voir Peyron.
Le chanoine Paul Malo Théophile Peyron (27 mars 1842 à Quimperlé - 2 novembre 1920 à Quimper) fut chancelier-archiviste de l'évêché de Quimper et profita de ses fonctions pour faire et publier de nombreuses études sur les monuments religieux du Finistère ; il est aussi très probablement l'auteur des taolennou découverts à Combrit en 2005.

## Biographie
Après avoir fait ses études secondaires chez les Eudistes à Redon, Paul Peyron entre au séminaire et est ordonné prêtre à Rome en 1865. Il est aussitôt nommé secrétaire particulier de Mgr Sergent, alors évêque de Quimper et continuera à exercer des fonctions analogues auprès de ses successeurs avec le titre de chancelier-archiviste. Il va en profiter pour publier, montrant une remarquable érudition, de nombreuses études sur l'histoire religieuse du Finistère (en particulier la période révolutionnaire), ses abbayes et autres lieux de culte, ainsi que de nombreuses monographies de paroisses.
Il étudia aussi avec fascination l'œuvre accomplie par les deux plus célèbres prédicateurs bretons, Michel Le Nobletz et Julien Maunoir et contribua à faire avancer le processus de leur béatification.

## Œuvre historique
La liste ci-dessous est très incomplète, en raison de l'abondance de son œuvre :
- La légende de saint Théleau et la troménie de Landeleau, Association Bretonne, XXIV, p. 174-183, 1906
- Pèlerinages, troménies et processions votives au diocèse de Quimper, Association bretonne, XXXI, p. 274-293, 1912.
- avec Jean-Marie Abgrall (chanoine), « Locmaria-Quimper », Notices sur les paroisses (Extrait du Bulletin diocésain d'histoire et d'archéologie), Brest : Diocèse de Quimper et de Léon, vol. VI, p. 271-324, 1927.
- Pèlerinages, Troménies, Processions votives au diocèse de Quimper, Comptes rendus, procès-verbaux, mémoires... de l'Association bretonne, Agriculture, Archéologie, 1912.
- Le culte de la très Sainte Vierge dans le diocèse de Quimper, Lafolye frères, Vannes, 1914.

## Œuvre picturale
Le chanoine Paul Peyron a peint vers 1890-1900 toute une série de tableaux de mission (taolennou en breton) qui se trouvent pour certains à l'évêché de Quimper et qui, pour d'autres, qui se trouvaient au presbytère de Combrit, n'ont été retrouvés qu'en 2004 et dont on lui a aussi attribué la paternité.

Tableaux de mission dus probablement au chanoine Paul Peyron
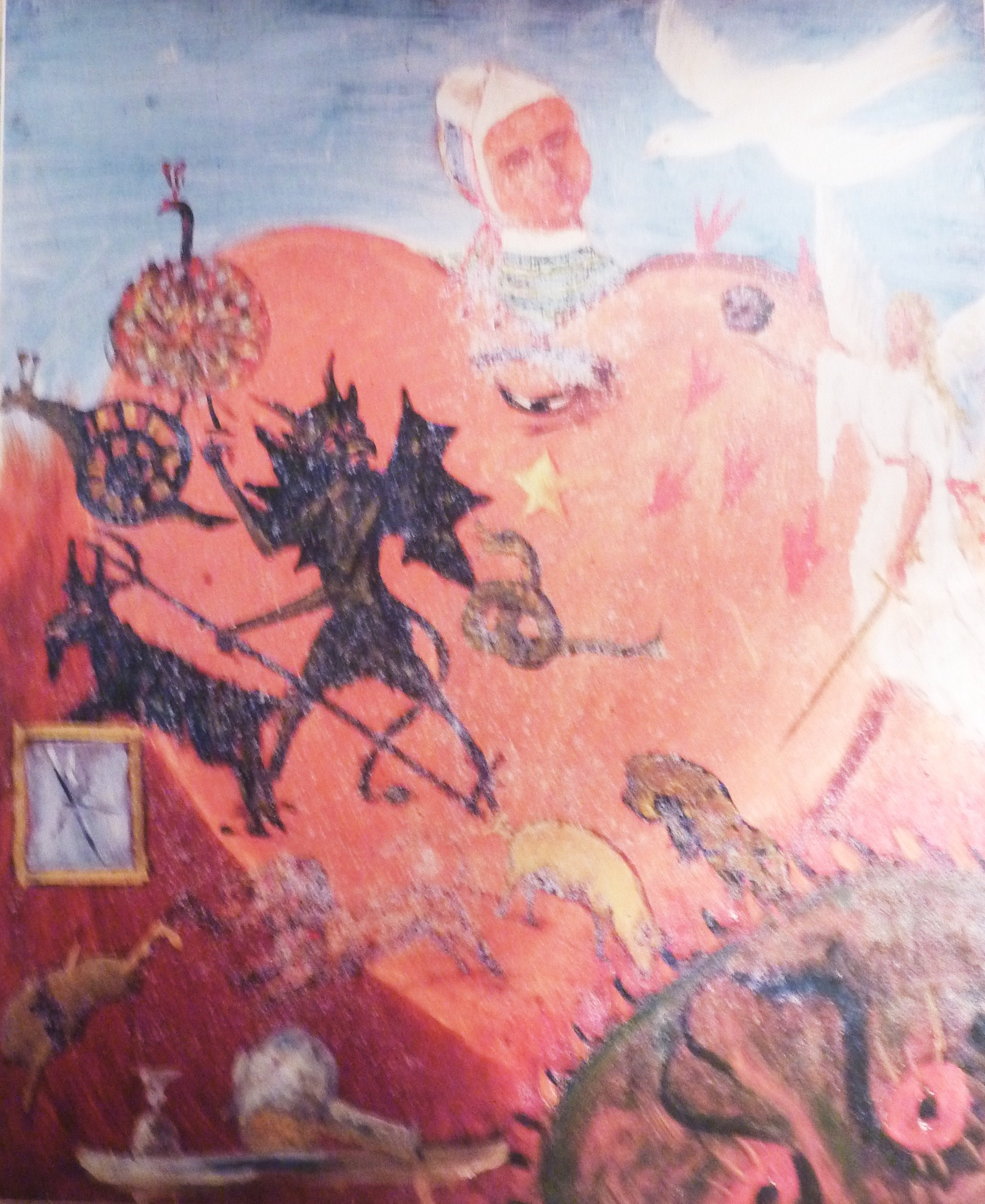
L'attrition du pêcheur.
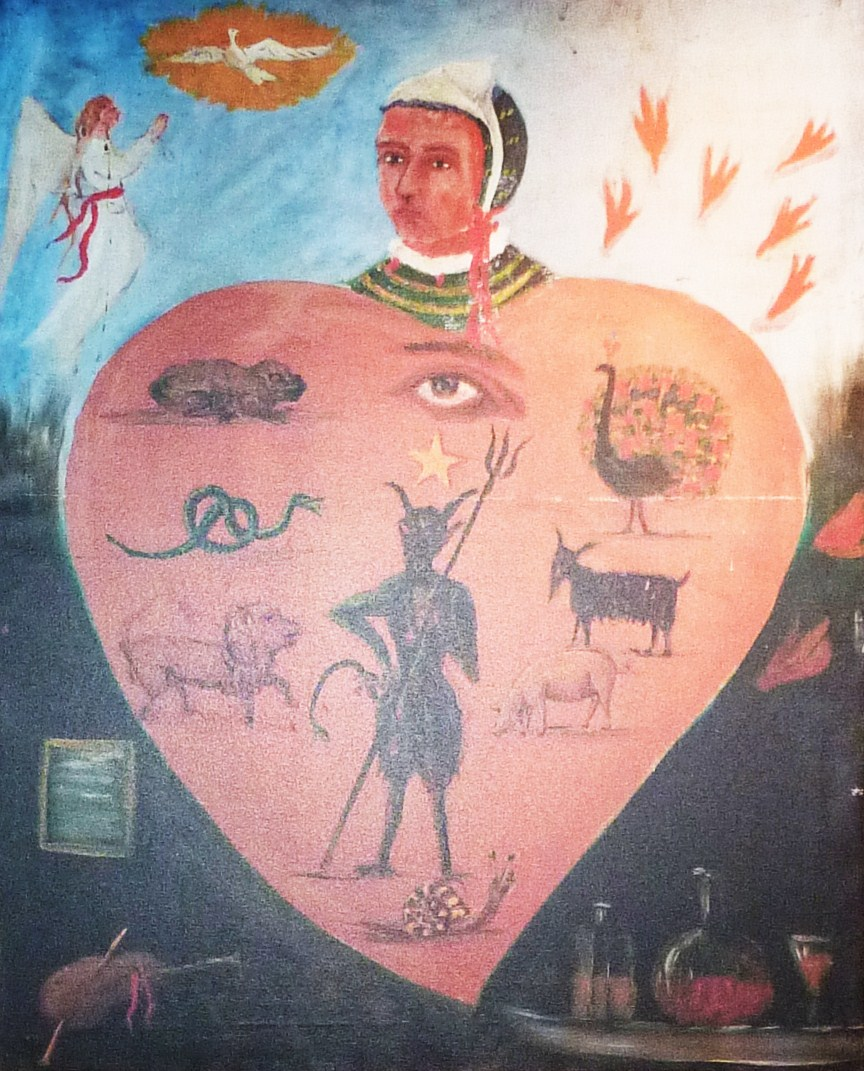
Les sept péchés capitaux.
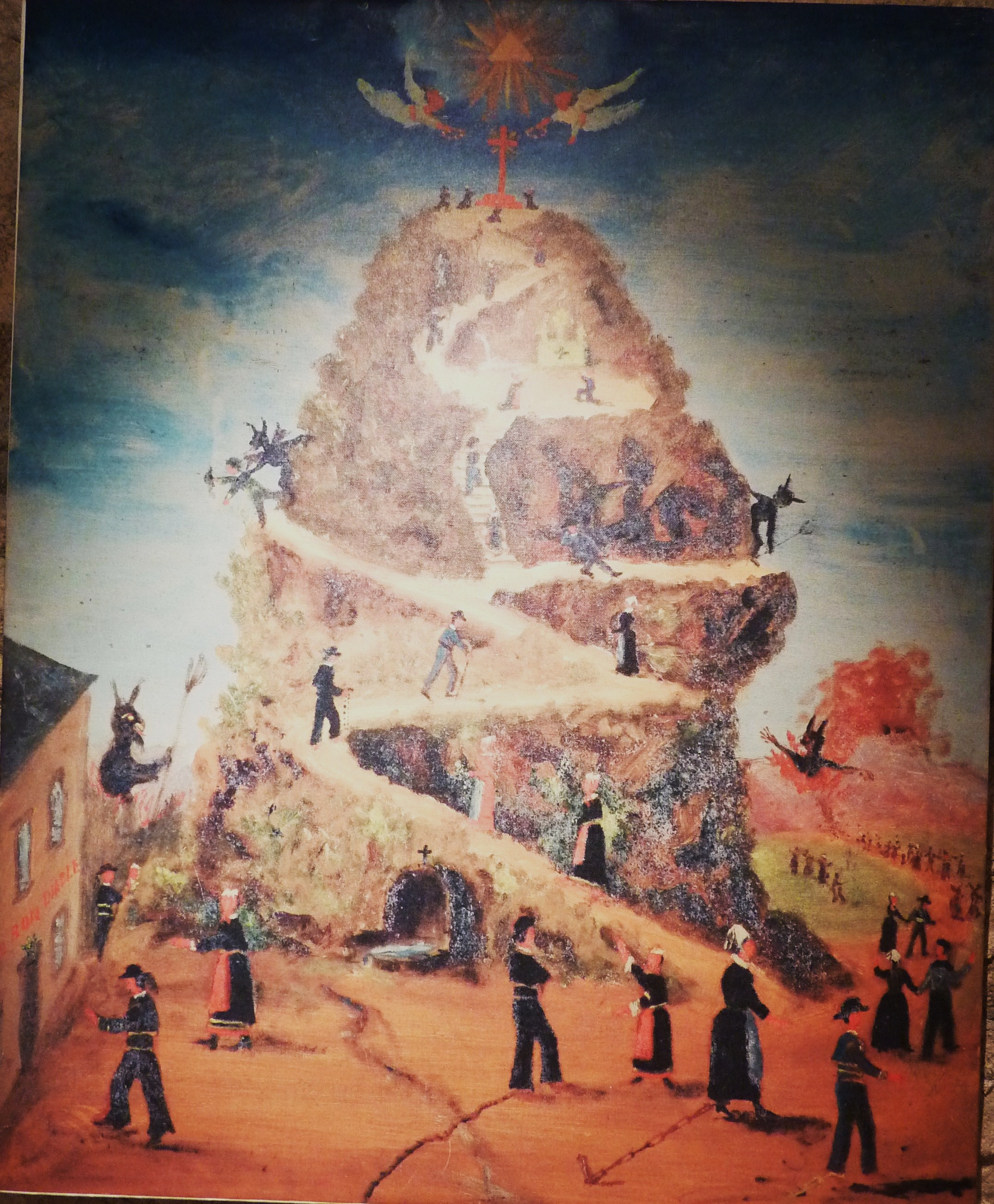
La dévotion.
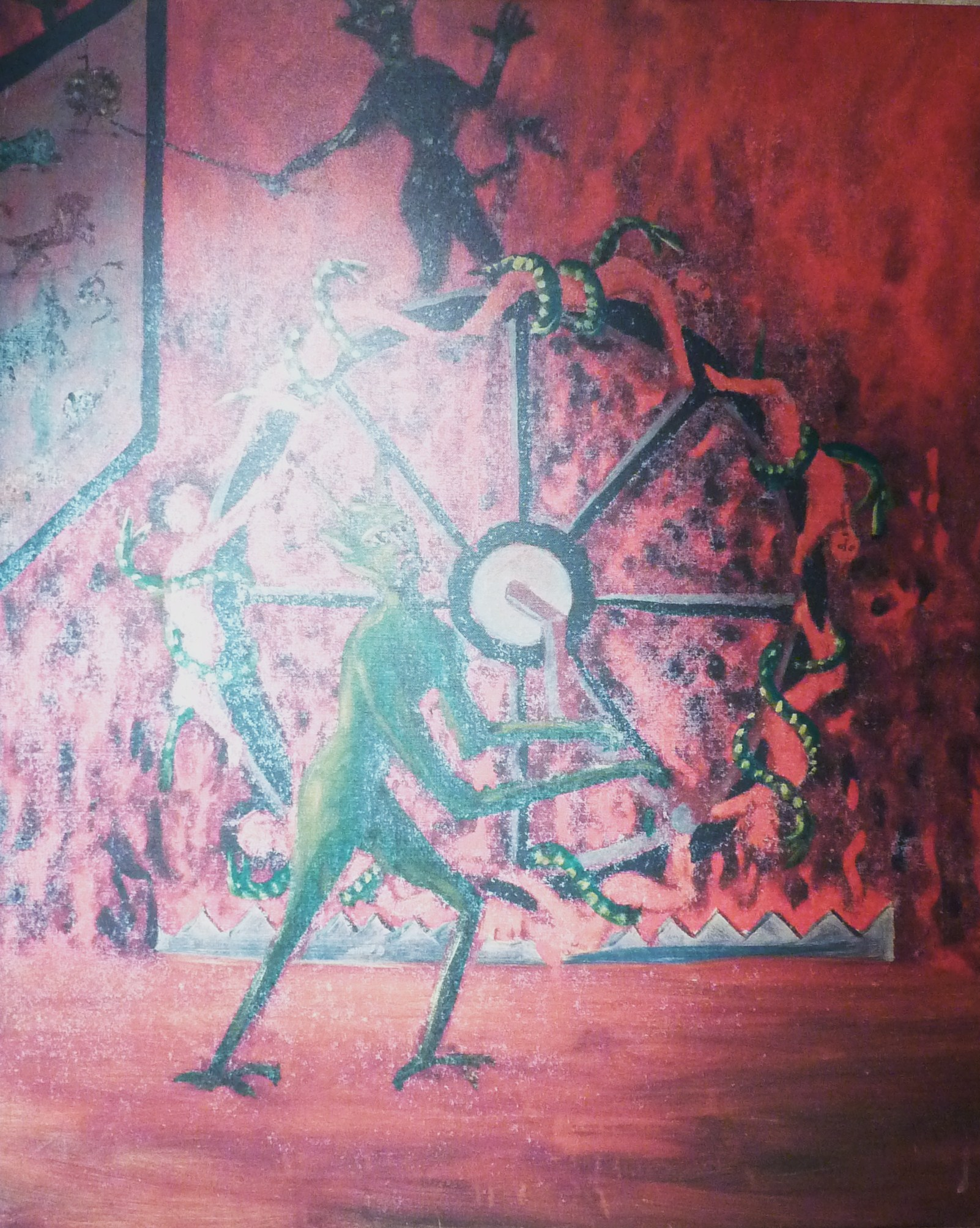
L'enfer.
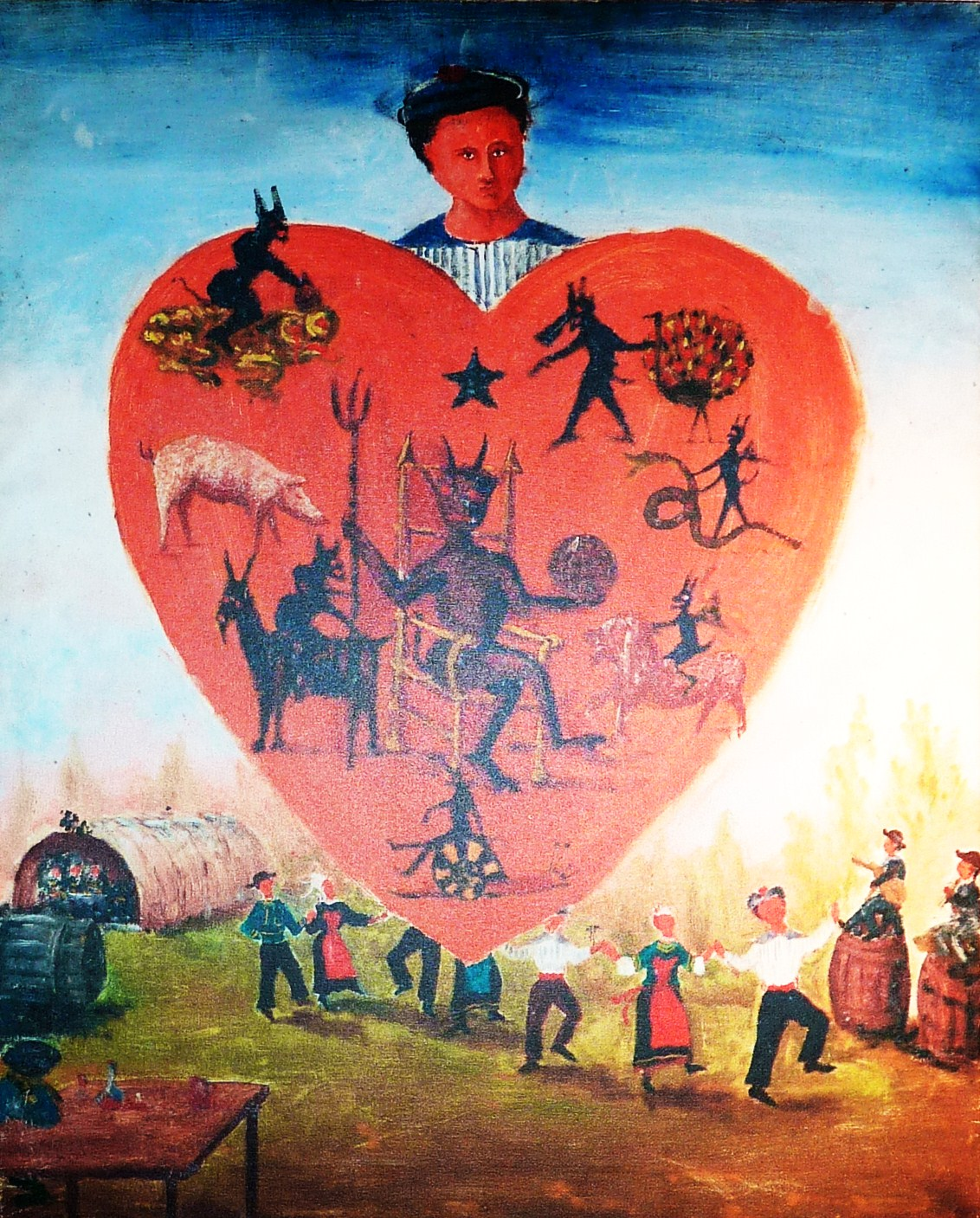
La rechute.
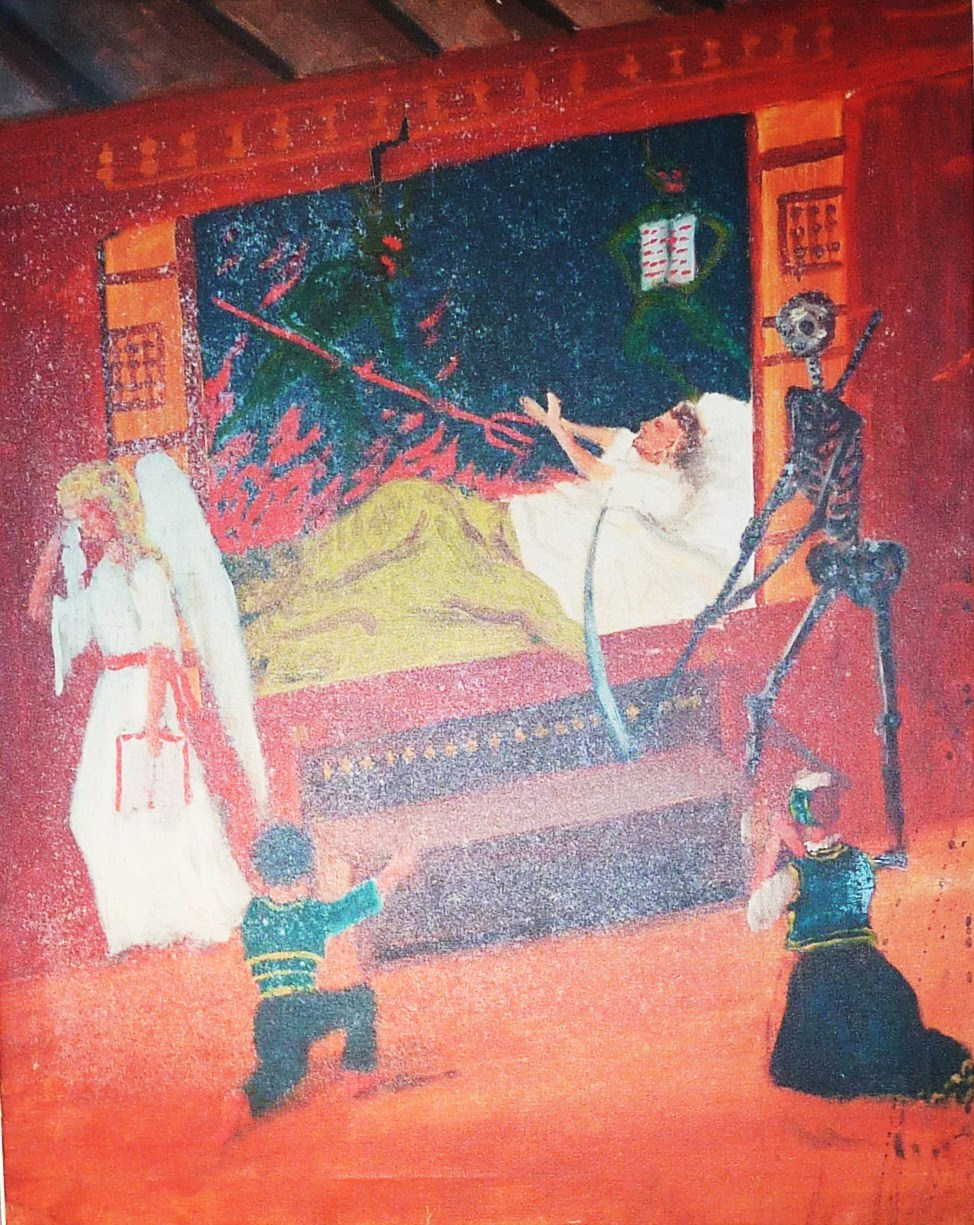
La mort du pêcheur.
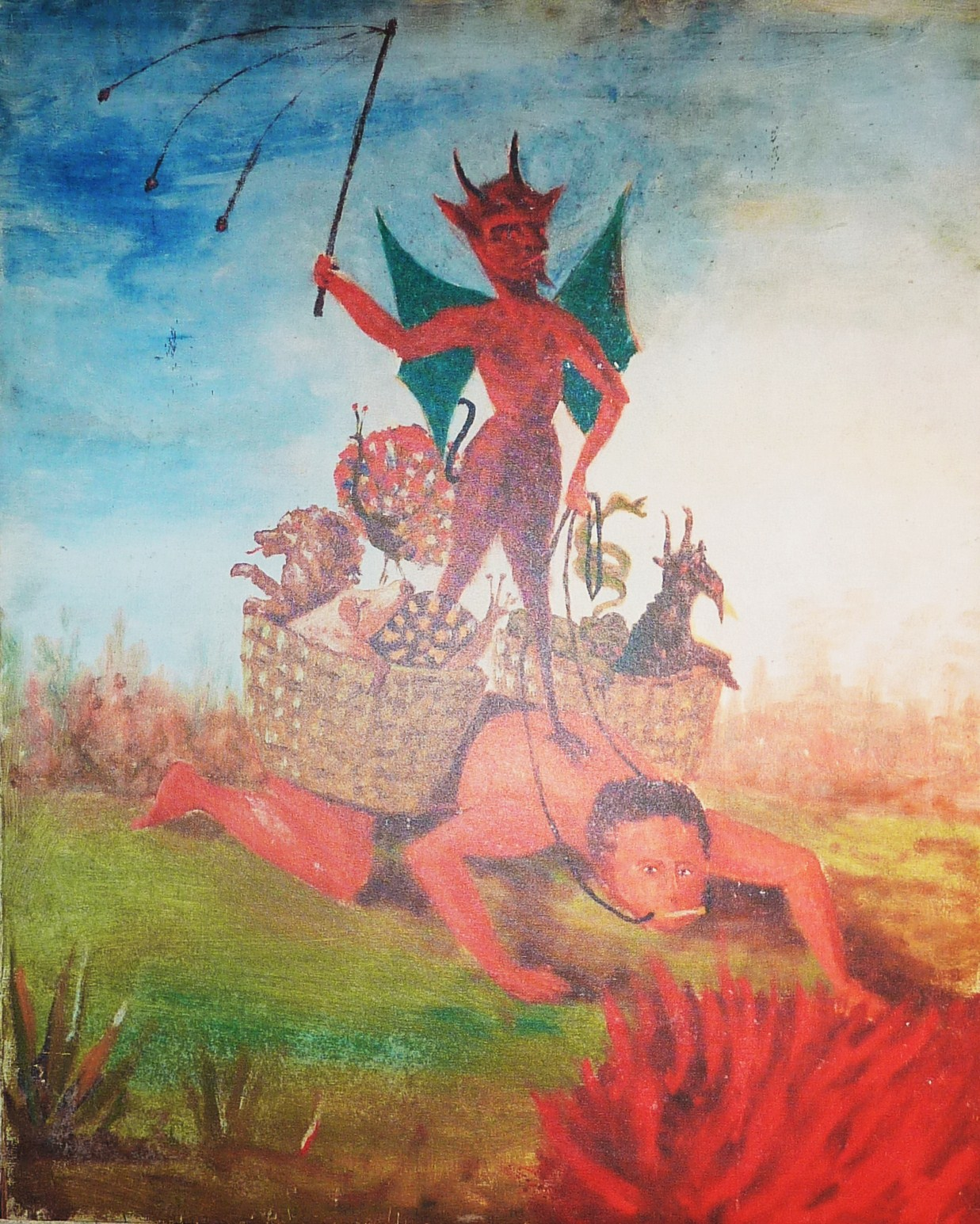
La victoire du Malin.